# François-André Danican Philidor
François-André Danican Philidor (Dreux, 7 settembre 1726 – Londra, 31 agosto 1795) è stato un compositore e scacchista francese.
Era considerato uno dei migliori giocatori di scacchi della Francia di fine del Settecento. Prendono il suo nome la difesa Philidor e alcune posizioni teoriche del finale di partita.

## Biografia
Proveniva da un'antica famiglia di musicisti, il cui capostipite era Jean Danican Philidor (1620-1679), oboista della Grande Écurie, la banda militare di corte. Secondo tradizione, il soprannome Philidor gli sarebbe stato dato dal re Luigi XIII, perché il suo modo di suonare l'oboe gli ricordava quello del virtuoso senese Filidori. I suoi genitori erano il musicista André Danican Philidor e la sua seconda moglie Elizabeth Le Roy, di molto più giovane. Alla nascita, suo padre aveva 79 anni e sua madre 26.
Il suo Carmen saeculare è una delle prime composizioni massoniche del Settecento.
Intorno al 1740 comincia a frequentare il famoso Café de la Régence di Parigi (nella Place du Palais Royal), dove ebbe come insegnante Legall de Kermeur, considerato il migliore giocatore francese dell'epoca. Qui giocò anche con Benjamin Franklin, che Philidor chiamava "il mio amico del New England".
Nel 1745 viene contattato da Jean-Jacques Rousseau per il completamento dell'opera Le Muse galanti, con la promessa che si sarebbero spartiti il guadagno.
Tuttavia, Philidor non si dimostrò molto interessato alla collaborazione, e il suo contributo fu limitato. Rousseau portò a compimento il lavoro da solo.
Nel 1747 visitò l'Inghilterra e batté in un match il siriano Philip Stamma per +8 -1 =1, dandogli il vantaggio di giocare sempre col bianco.

Su invito del duca di Cumberland, nel 1749 pubblicò il famoso libro Analyse du jeu des èchecs, tradotto in tedesco, francese e italiano, che sarebbe stato considerato un manuale fondamentale degli scacchi per oltre un secolo. Nel testo analizza nove differenti aperture di gioco, caratterizzate da un forte centro di pedoni. In questo libro analizzò anche alcune posizioni di torre e alfiere contro torre, nonché una tecnica per ottenere la patta da una situazione di svantaggio, una particolare posizione (detta oggi posizione di Philidor) nei finali di torre e pedone contro torre.
Il suo motto era "I pedoni sono l'anima degli scacchi". Nel 1754 tornò a Parigi dove continuò a dedicarsi alla sua attività di musicista. Nel 1760, sposa Angélique Henriette Elisabeth Riché (1741-1809), figlia di François Joseph Riché (Richer, 1714-1757) musicista e compositore del Duca di Chartres, e di Elisabeth Leroy (1715-?).

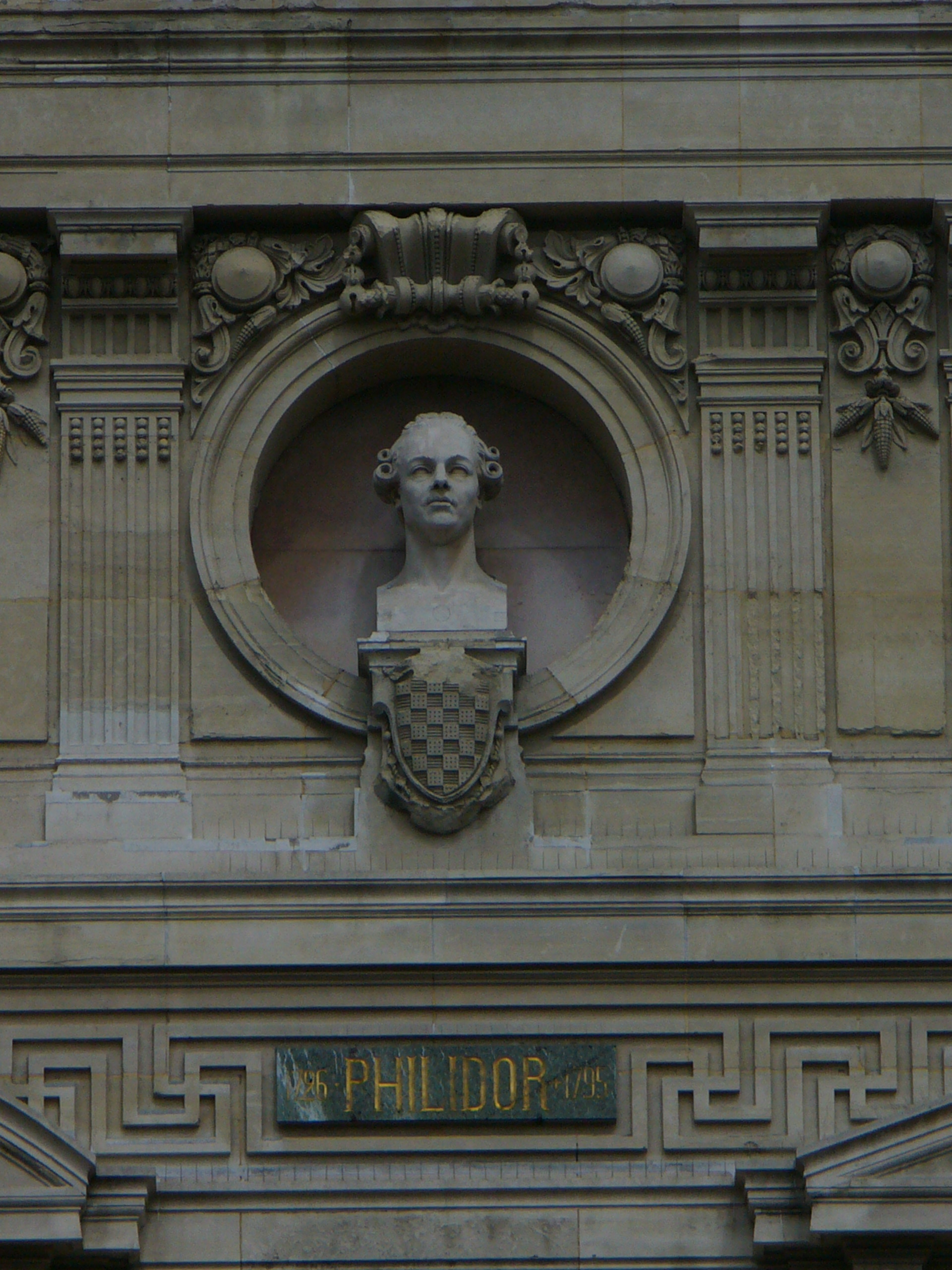
Busto di Philidor sulla facciata del palais Garnier, del teatro dell'Opera di Parigi

Alla vigilia della rivoluzione francese è costretto a riparare in Inghilterra, in quanto le sue conoscenze altolocate lo avevano posto sulla lista nera del Governo rivoluzionario. Pochi mesi dopo la sua morte, a Piccadilly Londra, nel 1795, il suo nome verrà rimosso dalla lista.
Philidor fu uno dei primi giocatori a cimentarsi negli scacchi alla cieca. Il 9 maggio del 1783 destò sensazione a Londra giocando una simultanea alla cieca su tre scacchiere in un circolo di St. James.
Con Philidor, la teoria scacchistica conobbe un "salto di qualità" che contribuì in misura determinante a collocare il gioco degli scacchi sul piano della logica, sottraendolo alle sperimentazioni empiriche.
Il suo insegnamento riscosse un grande successo, anche perché seppe fondere il freddo raziocinio con un virtuosismo tecnico, quale nessuno dei suoi predecessori aveva mai saputo esibire.
Un busto di Philidor è esposto sulla facciata del palazzo dell'Opéra Garnier di Parigi.
Sotto il busto, racchiusa in uno scudo, è raffigurata una scacchiera. Alla sua memoria è dedicata Rue Philidor, nel XX arrondissement di Parigi.